# Filippinsumphöna
Filippinsumphöna (Amaurornis olivacea) är en fågel i familjen rallar inom ordningen tran- och rallfåglar. Arten förekommer i större delen av Filippinerna. Beståndet anses vara livskraftigt, men den är svårsedd och dåligt känd. 

## Utseende och läte
Filippinsumphönan är en 24–31 cm lång rall. Den är mycket lik blekgumpad sumphöna (Amaurornis moluccana), men är något större och mörkare. Ovansidan är mer olivgrön ovansida, undersidan mörkt skiffergrå med mörkt rostbruna undre stjärttäckare. Näbben är ljusgrön, ögat blodrött och benen gulbruna. Lätet beskrivs i engelsk litteratur som ett raspigt och morrande "kaawww keerrr" som kan pågå i flera minuter och möjligen avges av flera individer i kör. Även ihållande hesa "werk werk werk..." kan höras.

## Utbredning och systematik
Fågeln förekommer i Filippinerna utom på Palawan. Den behandlas som monotypisk, det vill säga att den inte delas in i några underarter. Denna och blekgumpad sumphöna (A. moluccana) har tidigare behandlats som en och samma art.

## Levnadssätt
Filippinsumphönan hittas i träskartade gräsmarker, översvämmade buskmarker och grästuvor intill vattendrag. Den häckar i blöta miljöer men kan också ses i närliggande torrare gräsmarker och skogsbryn. Födan har inte noterats men tros likna blekgumpad sumphöna. Den beskrivs som skygg och svårsedd.

### Häckning
Häckningar har noterats i februari, maj och september. Fågeln bygger ett skålformat bo som placeras i högt gräs intill ett översvämmat område. Ett bo som hittats innehöll fyra gräddvita ägg med röda och lila fläckar.

## Status och hot
Artens population har inte uppskattats och dess populationstrend är okänd, men utbredningsområdet är relativt stort. Internationella naturvårdsunionen IUCN anser inte att den är hotad och placerar den därför i kategorin livskraftig.

## Taxonomi och namn
Filippinsumphönan beskrevs taxonomiskt av Franz Meyen 1834. Det vetenskapliga artnamnet olivacea betyder "olivfärgad". På svenska har den även kallats filippinsk sumphöna.